# Incontrolable (álbum)
Incontrolable es el sexto álbum del grupo español Ska-P, publicado en 2004. Este disco fue el primero del artista que no fue grabado en un estudio, sino que es un compendio de distintas actuaciones del grupo realizadas por toda Europa. También contiene un DVD con temas grabados exclusivamente en sus actuaciones en Paleo Festival (Nyon) y Solidays (París), así como videoclips de toda su trayectoria.
Este trabajo en directo recoge canciones de todos sus discos excepto de su álbum debut, Ska-P, aunque los más representados son Planeta Eskoria y ¡¡Que corra la voz!!.
Una de las canciones más destacadas del álbum es «Solamente per pensare», versión en italiano de «Solamente por pensar», tema inspirado en la figura de Carlo Giuliani, el activista antiglobalización asesinado por la policía en la contracumbre del G8 en Génova. Precisamente, la versión recogida en el álbum fue interpretada en Italia, ante los compatriotas de Carlo, lo que la convierte en la canción más emotiva del disco.
Quizás sabiendo que éste sería su disco de despedida (al menos por un tiempo), Ska-P dejaron para el final «Cannabis», la canción que los catapultó al éxito y que los seguidores pedían en cada concierto. De este modo ponen fin de modo apoteósico al disco y, metafóricamente, acaban igual que empezaron a ser famosos, con su tema insignia.

## Lista de canciones
| CD  |                                                                                             |          |  |
| N.º | Título                                                                                      | Duración |  |
| 1.  | «Estampida» (¡¡Que corra la voz!!)                                                          | 5:31     |  |
| 2.  | «El gato López» (El vals del obrero)                                                        | 2:44     |  |
| 3.  | «Niño soldado» (¡¡Que corra la voz!!)                                                       | 4:02     |  |
| 4.  | «Planeta Eskoria» (Planeta Eskoria)                                                         | 4:36     |  |
| 5.  | «Mestizaje» (Planeta Eskoria)                                                               | 4:32     |  |
| 6.  | «Intifada» (¡¡Que corra la voz!!)                                                           | 3:43     |  |
| 7.  | «El vals del obrero» (El vals del obrero)                                                   | 5:46     |  |
| 8.  | «Mis colegas» (¡¡Que corra la voz!!)                                                        | 4:16     |  |
| 9.  | «Vergüenza» (Planeta Eskoria)                                                               | 4:24     |  |
| 10. | «Solamente per pensare» (Versión en italiano de Solamente por pensar, ¡¡Que corra la voz!!) | 3:34     |  |
| 11. | «Romero el madero» (El vals del obrero)                                                     | 4:52     |  |
| 12. | «Welcome to hell» (¡¡Que corra la voz!!)                                                    | 4:38     |  |
| 13. | «A la mierda» (Planeta Eskoria)                                                             | 4:08     |  |
| 14. | «Kasposos» (¡¡Que corra la voz!!)                                                           | 6:45     |  |
| 15. | «Paramilitar» (Eurosis)                                                                     | 4:40     |  |
| 16. | «Cannabis» (El vals del obrero)                                                             | 5:26     |  |

| DVD |                                           |          |  |
| N.º | Título                                    | Duración |  |
| 1.  | «Niño soldado» (¡¡Que corra la voz!!)     |          |  |
| 2.  | «Tío Sam» (Planeta Eskoria)               |          |  |
| 3.  | «Gato López» (El vals del obrero)         |          |  |
| 4.  | «Planeta Eskoria» (Planeta Eskoria)       |          |  |
| 5.  | «El vals del obrero» (El vals del obrero) |          |  |
| 6.  | «Intifada» (¡¡Que corra la voz!!)         |          |  |
| 7.  | «Romero el madero» (El vals del obrero)   |          |  |
| 8.  | «Welcome to hell» (¡¡Que corra la voz!!)  |          |  |
| 9.  | «A la mierda» (Planeta Eskoria)           |          |  |
| 10. | «Sexo y religión» (El vals del obrero)    |          |  |
| 11. | «Derecho de admisión» (Planeta Eskoria)   |          |  |
| 12. | «Kasposos» (¡¡Que corra la voz!!)         |          |  |
| 13. | «Cannabis» (El vals del obrero)           |          |  |

## Personal
- Roberto Gañan Ojea (Pulpul): Vocalista y guitarra rítmica
- Ricardo Delgado (Pipi): Segunda voz
- José Miguel Redin (Joxemi): Guitarra líder y coros
- Julio César Sánchez (Julio): Bajo y coros
- Alberto Javier Amado (Kogote): Teclado y coros
- Luis Miguel García (Luismi): Batería
- Garikoitz Badiola (Gari): Trombón y Helicón
- Alberto Iriondo (Txikitin): Trompeta